# Estadio Adriatico-Giovanni Cornacchia
El Estadio Adriático (en italiano: Stadio Adriatico) es un estadio multipropósito ubicado en la ciudad de Pescara, Italia y es sede del equipo de fútbol Pescara Calcio. El estadio inaugurado en 1955 fue sede de tres partidos del torneo de fútbol de los Juegos Olímpicos de Roma 1960, y también sede de los Juegos Mediterráneos de 2009.